# Greta Woxholt
Greta Woxholt, ursprungligen Margrethe Woxholt, född 15 november 1916 i Oslo, död 2 april 2000 i London, var en norsk-engelsk skådespelare. Hon var internationellt verksam under namnet Greta Gynt. 

## Filmografi (urval)
- 1963 - The Runaway
- 1951 - Whispering Smith Hits London
- 1943 - It's That Man Again
- 1940 - The Dark Eyes of London
- 1935 - It Happened in Paris
- 1934 – Sången till henne

## Teater

### Roller (ej komplett)
| År   | Roll        | Produktion           | Regi | Teater        |
| ---- | ----------- | -------------------- | ---- | ------------- |
| 1934 | Medverkande | Sol över Söder, revy |      | Södra Teatern |